# Movimiento Ciudadano (Plataforma Civil)
Movimiento Ciudadano (#MOVCiudadano), Moviment Ciutadà en català, és una plataforma civil sorgida a Espanya impulsada per diverses personalitats del món cultural, periodístic i polític espanyol.
La plataforma es va presentar en una roda de premsa a càrrec d'Albert Rivera, president de la formació política Ciutadans, juntament amb Antonio Asunción i Juan Carlos Girauta el 17 d'octubre de 2013 a Madrid. Des d'aleshores, diverses personalitats s'han sumat a Movimiento Ciudadano entre les quals destaquen Antonio Pérez Henares, Félix de Azúa, Isabel San Sebastián, Alfonso Rojo, Francesc de Carreras, Amando de Miguel, Fernando Sánchez Dragó, Fernando Jáuregui, Hermann Tersch, Andrés Caparrós Martínez, Mikel Buesa, Marta Rivera, Sabino Méndez, Marcos de Quintos, María Muñoz i Carmela Díaz entre d'altres.
La plataforma compta amb més de 50.000 adhesions de persones que han signat el manifest de Movimiento Ciudadano a través de la seva pàgina web.

## El manifest
Movimiento Ciudadano proposa un manifest dividit en cinc eixos essencials que Albert Rivera va detallar al primer acte de presentació de la plataforma.
- Llei de Finançament de Partits

“Com és possible que un partit prefereixi algú del seu mateix parer que no pas algú que li pot donar molts més vots i que té més capacitat?”, és el que es pregunta el polític, que addueix que això passa perquè als partits actuals el mèrit “és un problema”. “S'ha de buscar el talent i no la mediocritat, no hem de ser agències de col·locació”.
- Llei Electoral

Que el vot d'un ciutadà valgui el mateix que el d'un altre, independentment del lloc on es trobi, i que les llistes siguin obertes. “Volem un sistema proporcional, just i amb llibertat per a escollir les persones. On és el problema? No existeix”, reivindica Rivera.
- Separació de poders

El líder de Ciutadans posa d'exemple els mitjans de comunicació públics. “Aquí, el President del Govern fins i tot pot escollir qui dona les campanades a la televisió pública”, denuncia. “Hem de tenir mitjans de comunicació lliures, que no visquin de les subvencions i on els periodistes puguin treballar sense estar sotmesos a cap mena de pressió”.
- Pacte per l'Educació

Un pacte que duri 20 o 30 anys en el qual no existeixin les ideologies, sinó la qualitat i l'excel·lència. “Hi ha a qui li agraden molt les cadenes i no valen ciutadans lliures i crítics. L'educació és l'arma més gran contra l'adoctrinament i l'immobilisme”.
- Reforma de l'Administració Local

El moviment defensa que les administracions públiques estiguin al servei dels ciutadans i de les empreses i no pas al dels partits. “S'han posat fins a un total de sis nivells administratius, però no se suprimeix res perquè hi ha molta gent de partits polítics col·locada”, manifesta.

## Actes de presentació

### Madrid:La conjura del Goya
El 26 d'octubre de 2013 es va celebrar el primer acte de presentació estatal de #MOVCiudadano al Teatro Goya de Madrid, on més de 2000 persones van omplir l'aforament del teatre i de les seves sales adjacents.
A l'acte, presentat per Beatriz Pino i Albert Castillón, hi van intervenir Carolina Punset, Juan Carlos Girauta, Antoni Asunción i Albert Rivera, que va exposar els cinc pilars bàsic sobre els que se sustenta el manifest de la plataforma i va convidar als participants (tant a aquells presents a les diverses sales com a aquells que van seguir l'event per streaming) a conjurar-se en el que ell va denominar com La conjura del Goya, que és el nom que ha acabat rebent la presentació celebrada a la capital espanyola.
Després de l'acte, diverses formacions polítiques van afanyar-se a desacreditar Movimiento Ciudadano davant la preocupació que pugui derivar en una nova formació política liderada per Albert Rivera.

### Barcelona
El 23 de novembre de 2013 va tenir lloc a Barcelona el segon acte de presentació estatal de la plataforma que es va celebrar al Palau de Congressos de la Fira de Barcelona davant la presència d'aproximadament 1500 persones.
L'acte, presentat novament per Beatriz Pino i Albert Castillón, va comptar novament amb les intervencions de Carolina Punset, Antoni Asunción, Juan Carlos Girauta i Albert Rivera, qui va tancar la presentació. Van intervenir també diverses personalitats que donen suport a la plataforma com Arcadi Espada, Anna Grau, Anthony Toffoli, Fran Carrillo, César Cabo, Luis Salvador i José María Fuster-Fabra. A més a més, el periodista Tomás Guasch i l'advocat Javier Nart van mostrar el seu suport a través d'un video, ja que no van poder ser a la presentació físicament.
Al públic, entre d'altres, destaca la presència de Ferran Martorell, expresident del RCD Espanyol; de Jesús Fernández, el del Terrassa CF; i la de Miguel García, del C.E. L'Hospitalet.

### València
El 14 de desembre de 2013 es va celebrar el tercer acte de presentació estatal de la plataforma a València. La presentació es va dur a terme a l'auditori de la Fira de València davant la presència de 800 persones que van omplir l'aforament de la sala i d'altres 300 persones que no van poder entrar a l'auditori i que van haver de seguir l'event a través d'una pantalla instal·lada fora de la sala.
L'acte el van presentar els periodistes Alejandra Alloza i Albert Castillón i hi van intervenir Antoni Asunción, Carolina Punset, Juan Carlos Girauta, Luis Salvador, Anna Grau, Juan Marín i Fran Carrillo.
Entre el públic destaca la presència del cantant Francisco que va intervenir durant la presentació abans del discurs d'Albert Rivera. El president de Ciutadans va remarcar que la Comunitat Valenciana lidera la plataforma, ja que d'allà procedeixen aproximadament 5000 de les més de 45.000 firmes que ha recollit el manifest de Movimiento Ciudadano.

### Sevilla
El 18 de gener de 2014 la plataforma es va presentar a Sevilla davant la presència de 1400 persones a l'auditori del Palau de Congressos i Exposicions.
L'acte va comptar novament amb la presència d'Alejandra Alloza i Albert Castillón com a presentadors i amb les intervencions de Luis Salvador, Carolina Punset, Javier Nart, Juan Carlos Girauta, Juan Marín, Anna Grau, Fran Carrillo i César Cabo.
Entre el públic es trobaven, entre altres personalitats destacades de la ciutat, el pare de la Marta del Castillo i en Javier Casanueva, oncle de la Marta del Castillo i president de l'Associació de Víctimes de la Justícia.